# ファインエンターテイメント
株式会社ファインエンターテイメント（英: FINE Entertainment Co.ltd.）は、日本の制作プロダクション。

## 歴史
1997年に元ホリプロの社員で結成。

## 主な作品

### テレビドラマ

#### 1998 - 1999年
連続ドラマ
- なし

単発・スペシャルドラマ
- ブライダルコーディネーターの事件簿2「名古屋嫁とり殺人事件」（TBSテレビ・JNN系列局全国ネット 1998年3月16日、月曜ドラマスペシャル ※制作協力名義）
- 盲目主婦・山科冬子 私は夫に殺される!（TBSテレビ・JNN系列局全国ネット 1999年5月17日、月曜ドラマスペシャル）
- 地獄の花嫁1「ネットストーカー連続殺人の罠!」（フジテレビ・FNS系列局全国ネット 1999年6月11日、金曜エンタテイメント）
- ツインズな探偵（フジテレビ・FNS系列局全国ネット 1999年7月9日、金曜エンタテイメント）

#### 2000年代
連続ドラマ
- スタイル!（テレビ朝日・ANN系列局全国ネット 2000年10月期クール、木曜ドラマ）
- 愛は正義（テレビ朝日・ANN系列局全国ネット 2001年1月期クール、金曜ナイトドラマ）
- ママは女医さん（TBSテレビ・JNN系列局全国ネット 2004年10月18日 - 11月26日、愛の劇場）
- 女系家族（TBSテレビ・JNN系列局全国ネット 2005年7月期クール、木曜10時枠ドラマ ※制作協力名義）
- ですよねぇ。（TBSテレビ・JNN系列局ほか一部ネット 2006年1月期クール、深夜ドラマ）
- スイーツドリーム（TBSテレビ・JNN系列局全国ネット 2006年9月4日 - 10月27日、愛の劇場）
- てやんでいBaby（WOWOW・衛星放送、2008年3月7日 - 4月4日 ※制作協力名義）
- 秘書のカガミ（テレビ東京・TXN系列局ほか一部ネット 2008年4月期クール、ドラマ24）
- 恋空（TBS・JNN系列局全国ネット 2008年8月2日 - 9月13日、土曜8時枠ドラマ ※制作協力名義）
- LOVE GAME（読売テレビ・NNS系列局全国ネット 2009年4月期クール、木曜ナイトドラマ ※制作協力名義）
- 隠蔽指令（WOWOW・衛星放送 2009年10月18日 - 11月15日、連続ドラマW ※制作協力名義）

単発・スペシャルドラマ
- ナースな探偵3（フジテレビ・FNS系列局全国ネット 2000年4月7日、金曜エンタテイメント ※制作協力名義）
- おばさん会長・紫の犯罪清掃日記!ゴミは殺しを知っている1「スーパーで起きた連続殺人事件!」（TBSテレビ・JNN系列局全国ネット 2000年5月22日、月曜ドラマスペシャル）
- 美容エステ探偵1「悪魔のフィアンセ」（フジテレビ・FNS系列局全国ネット 2000年6月16日、金曜エンタテイメント）
- ツインズな探偵2 〜ホステス保険金殺人の罠〜（フジテレビ・FNS系列局全国ネット 2000年7月7日、金曜エンタテイメント）
- 地獄の花嫁2「ウエディングドレス殺人・亡霊の復讐」（フジテレビ・FNS系列局全国ネット 2001年2月2日、金曜エンタテイメント）
- アガサ・クリスティーの招かれざる客 富士山麓連続殺人事件（テレビ東京・TXN系列局全国ネット 2001年2月21日、女と愛とミステリー）
- いなか刑事・伊原泰三の退職捜査日誌1「盗撮ビデオ殺人事件」（テレビ東京・TXN系列局全国ネット 2001年5月30日、女と愛とミステリー）
- 美容エステ探偵2「白い肌が招く連続殺人」（フジテレビ・FNS系列局全国ネット 2001年8月24日、金曜エンタテイメント）
- 事件記者 浦上伸介1「みちのく角館殺人事件」（テレビ東京・TXN系列局全国ネット 2001年9月19日、女と愛とミステリー）
- おばさん会長・紫の犯罪清掃日記!ゴミは殺しを知っている2「福島県飯坂温泉で連続殺人!」（TBSテレビ・JNN系列局全国ネット 2001年11月26日、月曜ミステリー劇場）
- 団地奥さまパック旅行事件簿「かぐや姫伝説殺人事件」（テレビ東京・TXN系列局全国ネット 2001年11月28日、女と愛とミステリー）
- いなか刑事・伊原泰三の退職捜査日誌2「密会温泉殺人事件」（テレビ東京・TXN系列局全国ネット 2002年1月9日、女と愛とミステリー）
- 女子アナ刑事（フジテレビ・FNS系列局全国ネット 2002年1月25日、金曜エンタテイメント）
- 事件記者 浦上伸介2「長崎異人館の死線」（テレビ東京・TXN系列局全国ネット 2002年5月29日、女と愛とミステリー）
- 地獄の花嫁3「殺意のジューンブライド」（フジテレビ・FNS系列局全国ネット 2002年6月14日、金曜エンタテイメント）
- おばさん会長・紫の犯罪清掃日記!ゴミは殺しを知っている3「超人気中華飯店で連続殺人!」（TBSテレビ・JNN系列局全国ネット 2002年7月22日、月曜ミステリー劇場）
- 団地奥さまパック旅行事件簿2「草津・榛名・伊香保 混浴温泉殺意の連鎖!」（テレビ東京・TXN系列局全国ネット 2002年9月25日、女と愛とミステリー）
- いなか刑事・伊原泰三の退職捜査日誌3（テレビ東京・TXN系列局全国ネット 2002年12月25日、女と愛とミステリー）
- おばさん会長・紫の犯罪清掃日記!ゴミは殺しを知っている4「偽名を使い殺された女妻は夫に何を隠していたのか?」（TBSテレビ・JNN系列局全国ネット 2003年2月3日、月曜ミステリー劇場）
- ツインズな探偵3 〜不幸のどん底に追い込まれた双子の姉に突然舞い降りた地位と名声〜（フジテレビ・FNS系列局全国ネット 2003年2月21日、金曜エンタテイメント）
- 外科医さやかの執刀事件簿（TBSテレビ・JNN系列局全国ネット 2003年5月12日、月曜ミステリー劇場）
- 刑事調査官 玉坂みやこ（フジテレビ・FNS系列局全国ネット 2003年7月11日、金曜エンタテイメント）
- 炎の警備隊長・五十嵐杜夫（朝日放送・ANN系列局全国ネット 2003年8月16日、土曜ワイド劇場）
- 女金融道シリーズ〜あなたの借金請け負います!（TBSテレビ・JNN系列局全国ネット 2003年9月11日）
- 特捜刑事・遠山怜子「愛と復讐のウインターギフト殺人事件」（テレビ東京・TXN系列局全国ネット 2003年11月19日、女と愛とミステリー9）
- 結婚相談員・末永卯月の推理案内状 地獄の花嫁4（フジテレビ・FNS系列局全国ネット 2003年11月21日、金曜エンタテイメント）
- おばさん会長・紫の犯罪清掃日記!ゴミは殺しを知っている5「東京箱根間に隠された花粉の謎!」（TBSテレビ・JNN系列局全国ネット 2003年12月22日、月曜ミステリー劇場）
- 炎の警備隊長・五十嵐杜夫2（朝日放送・ANN系列局全国ネット 2004年3月20日、土曜ワイド劇場）
- 事件記者 浦上伸介3「東北線殺人事件」（テレビ東京・TXN系列局全国ネット 2004年4月14日、女と愛とミステリー）
- 財務捜査官 雨宮瑠璃子1（TBSテレビ・JNN系列局全国ネット 2004年6月14日、月曜ミステリー劇場）
- 結婚相談員・末永卯月の推理案内状 地獄の花嫁5（フジテレビ・FNS系列局全国ネット 2004年7月2日、金曜エンタテイメント）
- 刑事調査官 玉坂みやこ2（フジテレビ・FNS系列局全国ネット 2004年8月20日、金曜エンタテイメント）
- 特捜刑事・遠山怜子2「親子鑑定殺人事件」（テレビ東京・TXN系列局全国ネット 2004年10月20日、女と愛とミステリー9）
- おばさん会長・紫の犯罪清掃日記!ゴミは殺しを知っている6（TBSテレビ・JNN系列局全国ネット 2004年12月13日、月曜ミステリー劇場）
- グルメ弁護士VSダイエット検事（朝日放送・ANN系列局全国ネット 2005年4月16日、土曜ワイド劇場）
- 財務捜査官 雨宮瑠璃子2（TBSテレビ・JNN系列局全国ネット 2005年4月25日、月曜ミステリー劇場）
- 検察官キソガワ（テレビ東京・TXN系列局全国ネット 2005年4月27日、水曜ミステリー9）
- 女金融道シリーズ2〜あなたの借金請け負います!（TBSテレビ・JNN系列局全国ネット 2005年5月16日、月曜ミステリー劇場）
- 炎の警備隊長・五十嵐杜夫3（朝日放送・ANN系列局全国ネット 2005年7月16日、土曜ワイド劇場）
- 農家の嫁は弁護士!神谷純子のふるさと事件簿（テレビ東京・TXN系列局全国ネット 2005年7月20日、水曜ミステリー9）
- 大空港警察副署長 日暮征次郎走る!（フジテレビ・FNS系列局全国ネット 2005年7月22日、金曜エンタテイメント）
- 園長先生は名探偵（フジテレビ・FNS系列局全国ネット 2006年3月17日、金曜エンタテイメント）
- docomoドラマスペシャル ある愛の詩（TBSテレビ・JNN系列局全国ネット 2006年3月27日）
- おばさん会長・紫の犯罪清掃日記!ゴミは殺しを知っている7「謎の巨大病院連続殺人!」（TBSテレビ・JNN系列局全国ネット 2006年5月15日、月曜ミステリー劇場）
- 保育士探偵危機100発!今夜もヨロシク（日本テレビ・NNS系列局全国ネット 2006年6月6日、DRAMA COMPLEX ※制作著作名義）
- 事件記者 浦上伸介4「不可能殺人・山形新幹線のアリバイを崩せ」（テレビ東京・TXN系列局全国ネット 2006年6月7日、水曜ミステリー9）
- 炎の警備隊長・五十嵐杜夫4（朝日放送・ANN系列局全国ネット 2006年6月17日、土曜ワイド劇場）
- 農家の嫁は弁護士!神谷純子のふるさと事件簿2（テレビ東京・TXN系列局全国ネット 2006年8月30日、水曜ミステリー9）
- 恍惚の人（日本テレビ・NNS系列局全国ネット 2006年10月17日、DRAMA COMPLEX ※制作著作名義）
- 女金融道シリーズ3〜あなたの借金請け負います!（TBSテレビ・JNN系列局全国ネット 2006年11月20日、月曜ミステリー劇場）
- 熟年結婚 〜妻への詫び状〜（テレビ東京・TXN系列局全国ネット 2006年11月22日）
- 財務捜査官 雨宮瑠璃子3（TBSテレビ・JNN系列局全国ネット 2007年2月26日、月曜ゴールデン）
- 炎の警備隊長・五十嵐杜夫5（朝日放送・ANN系列局全国ネット 2007年3月17日、土曜ワイド劇場）
- 事件記者 浦上伸介5「毒殺連鎖 伊勢志摩殺人事件」（テレビ東京・TXN系列局全国ネット 2007年6月13日、水曜ミステリー9）
- 農家の嫁は弁護士!神谷純子のふるさと事件簿3（テレビ東京・TXN系列局全国ネット 2007年6月20日、水曜ミステリー9）
- 千の風になって ドラマスペシャル・第1弾「家族へのラブレター」（フジテレビ・FNS系列局全国ネット 2007年8月3日、金曜プレステージ）
- デパート仕掛け人!天王寺珠美の殺人推理（朝日放送・ANN系列局全国ネット 2007年9月15日、土曜ワイド劇場）
- 炎の警備隊長・五十嵐杜夫6（朝日放送・ANN系列局全国ネット 2007年10月20日、土曜ワイド劇場）
- 冠婚葬祭探偵（TBSテレビ・JNN系列局全国ネット 2007年11月26日、月曜ゴールデン）
- 財務捜査官 雨宮瑠璃子4（TBSテレビ・JNN系列局全国ネット 2008年2月4日、月曜ゴールデン）
- 事件記者 浦上伸介6「会津・猪苗代湖〜赤べこ殺人事件〜」（テレビ東京・TXN系列局全国ネット 2008年4月9日、水曜ミステリー9）
- デパート仕掛け人!天王寺珠美の殺人推理2（朝日放送・ANN系列局全国ネット 2008年10月18日、土曜ワイド劇場）
- 炎の警備隊長・五十嵐杜夫7（朝日放送・ANN系列局全国ネット 2008年11月1日、土曜ワイド劇場）
- 農家の嫁は弁護士!神谷純子のふるさと事件簿4（テレビ東京・TXN系列局全国ネット 2009年2月18日、水曜ミステリー9）
- 西村京太郎サスペンス 十津川刑事の肖像「人捜しゲーム」（フジテレビ・FNS系列局全国ネット 2009年5月8日、金曜プレステージ）
- 命のバトン〜最高の人生の終わり方（テレビ東京・TXN系列局全国ネット 2009年6月24日 - 25日）
- 妻よ! 松本サリン事件犯人と呼ばれて…家族を守り抜いた15年（フジテレビ・FNS系列局全国ネット 2009年6月26日、金曜プレステージ）
- デパート仕掛け人!天王寺珠美の殺人推理3（朝日放送・ANN系列局全国ネット 2009年10月17日、土曜ワイド劇場）
- 財務捜査官 雨宮瑠璃子5（TBSテレビ・JNN系列局全国ネット 2009年11月9日、月曜ゴールデン）

#### 2010年代 - 2020年代
連続ドラマ
- クローバー（テレビ東京・TXN系列局ほか一部ネット 2012年4月期クール、ドラマ24）
- 天の方舟（WOWOW・衛星放送 2012年12月9日 - 2013年1月6日、連続ドラマW）
- マルホの女〜保険犯罪調査員〜（テレビ東京・TXN系列局全国ネット 2014年4月期クール、金曜8時のドラマ）
- 平成猿蟹合戦図（WOWOW・衛星放送 2014年11月15日 - 12月20日、連続ドラマW・土曜オリジナルドラマ）
- 硝子の葦（WOWOW・衛星放送 2015年2月21日 - 3月14日、連続ドラマW・土曜オリジナルドラマ）
- 特命刑事 カクホの女（テレビ東京・TXN系列局全国ネット 2018年1月期クール、金曜8時のドラマ）
- 声ガール!（朝日放送テレビ4月6日～・テレビ朝日4月7日～ 2018年、ドラマL）
- ダブル・ファンタジー（WOWOW・衛星放送 2018年6月16日 - 7月7日、連続ドラマW・土曜オリジナルドラマ）
- 深夜のダメ恋図鑑（朝日放送テレビ・テレビ朝日 2018年、ドラマL）
- 盗まれた顔（WOWOW 2019年、連続ドラマW）
- カカフカカ（毎日放送、2019年、ドラマ特区）
- 仮面同窓会（東海テレビ・FNS系列局全国ネット 2019年、オトナの土ドラ）
- ランウェイ24（朝日放送テレビ・テレビ朝日 2019年、ドラマL）
- 特命刑事 カクホの女2（テレビ東京・TXN系列局全国ネット 2019年、金曜8時のドラマ）
- 極主夫道（読売テレビ・NNS系列全国ネット2020年、 日曜ドラマ（読売テレビ制作））
- DIVE!!（テレビ東京・TXN系列局全国ネット 2021年、ドラマホリック!）
- 高結婚できないにはワケがある。（朝日放送テレビ　2021年、ドラマ+）
- 高嶺のハナさん（BSテレビ東京 2021年）
- じゃない方の彼女（テレビ東京・TXN系列局全国ネット 2021年、ドラマプレミア23）
- しろめし修行僧（テレビ東京・TXN系列局全国ネット 2022年、ドラマ24）
- 新・信長公記〜クラスメイトは戦国武将〜（読売テレビ・NNS系列全国ネット 2022年、日曜ドラマ（読売テレビ制作））
- 彼女、お借りします（朝日放送テレビ・2022年、テレビ朝日 ドラマL ）
- 高嶺のハナさん2（BSテレビ東京 2022年）
- スタンドUPスタート（フジテレビ・FNS系列局全国ネット 2023年、水曜22時枠）
- ダ・カーポしませんか?（テレビ東京・TXN系列局全国ネット 2023年、ドラマプレミア23）
- スタンドUPスタート（フジテレビ制作・FNS系列局全国ネット 2023年、水曜22時枠）
- 合理的にあり得ない～探偵・上水流涼子の解明～（カンテレ・FNS系列局全国ネット 2023年、水曜22時枠）
- じゃない方の彼女（テレビ東京・TXN系列局全国ネット 2023年、ドラマプレミア23）
- 犬と屑（毎日放送 2023年、ドラマ特区 ）
- 犬なれの果ての僕ら（テレビ東京・TXN系列局全国ネット 2023年、ドラマチューズ!）
- ハレーションラブ（テレビ朝日・ANN系列局全国ネット 2023年、土曜ナイトドラマ）
- 猫カレ -少年を飼う-（BSテレビ東京 2021年）
- 君が死ぬまであと100日（日本テレビ 2023年、シンドラ）
- 好きやねんけどどうやろか（読売テレビ 2024年、ドラマDiVE）
- 恋する警護24時（テレビ朝日・ANN系列局全国ネット 2024年、オシドラサタデー）
- 大奥（フジテレビ制作・FNS系列局全国ネット 2024年、木曜劇場）
- からかい上手の高木さん（TBSテレビ 2024年、ドラマストリーム）
- 95（テレビ東京・TXN系列局全国ネット 2024年、ドラマプレミア23）
- 社内処刑人〜彼女は敵を消していく〜
（カンテレ 2024年、EDGE）
- ゲームの名は誘拐（WOWOW 2024年、連続ドラマW）
- 初恋不倫〜この恋を初恋と呼んでいいですか〜（BSテレビ東京 2024年）
- ビリオン×スクール（フジテレビ制作・FNS系列局全国ネット 2024年、金曜9時枠の連続ドラマ）
- 降り積もれ孤独な死よ（読売テレビ・NNS系列全国ネット 2024年、日曜ドラマ（読売テレビ制作））
- 私の町の千葉くんは。（テレビ東京・TXN系列局全国ネット 2024年、ドラマNEXT）
- 財閥復讐〜兄嫁になった元嫁へ〜（テレビ東京・TXN系列局全国ネット 2024年、ドラマプレミア23）

単発・スペシャルドラマ
- 炎の警備隊長・五十嵐杜夫8（朝日放送・ANN系列局全国ネット 2010年1月16日、土曜ワイド劇場）
- おばさん会長・紫の犯罪清掃日記!ゴミは殺しを知っている8「ゴミを手繰れば人の世が見える!!」（TBSテレビ・JNN系列局全国ネット 2010年2月1日、月曜ゴールデン）
- 西村京太郎サスペンス 十津川刑事の肖像2「一千三百万人の誘拐計画」（フジテレビ・FNS系列局全国ネット 2010年6月4日、金曜プレステージ）
- 西村京太郎サスペンス 十津川刑事の肖像3「危険な判決」（フジテレビ・FNS系列局全国ネット 2010年10月15日、金曜プレステージ）
- デパート仕掛け人!天王寺珠美の殺人推理4（朝日放送・ANN系列局全国ネット 2010年10月16日、土曜ワイド劇場）
- 山村美紗サスペンス 京都・源氏物語殺人絵巻（フジテレビ・FNS系列局全国ネット 2010年11月12日、金曜プレステージ）
- 財務捜査官 雨宮瑠璃子6（TBSテレビ・JNN系列局全国ネット 2011年2月14日、月曜ゴールデン）
- 西村京太郎サスペンス 十津川刑事の肖像4「第二の標的」（フジテレビ・FNS系列局全国ネット 2011年5月17日、金曜プレステージ）
- 東野圭吾3週連続スペシャル・第2弾 ブルータスの心臓-完全犯罪殺人リレー（フジテレビ・FNS系列局全国ネット 2011年6月17日、金曜プレステージ）
- 炎の警備隊長・五十嵐杜夫9（朝日放送・ANN系列局全国ネット 2011年7月9日、土曜ワイド劇場）
- 終戦ドラマスペシャル この世界の片隅に（日本テレビ・NNS系列全国ネット 2011年8月5日 ※制作協力名義）
- 山村美紗サスペンス 黒の滑走路1「禁じられた一族」（フジテレビ・FNS系列局全国ネット 2012年1月13日、金曜プレステージ）
- 鑑識特捜班・九条礼子〜骨を知る女〜（テレビ東京・TXN系列局全国ネット 2012年2月22日、水曜ミステリー9）
- 西村京太郎サスペンス 十津川刑事の肖像5「鎌倉電鉄殺人事件」（フジテレビ・FNS系列局全国ネット 2012年4月6日、金曜プレステージ）
- 山村美紗サスペンス 黒の滑走路2「花婿がみた悪魔」（フジテレビ・FNS系列局全国ネット 2012年5月25日、金曜プレステージ）
- 財務捜査官 雨宮瑠璃子7（TBSテレビ・JNN系列局全国ネット 2012年7月30日、月曜ゴールデン）
- デパート仕掛け人!天王寺珠美の殺人推理5（朝日放送・ANN系列局全国ネット 2012年8月25日、土曜ワイド劇場）
- 西村京太郎サスペンス 十津川刑事の肖像6「銚子電鉄六・四キロの追跡」（フジテレビ・FNS系列局全国ネット 2012年9月7日、金曜プレステージ）
- 鑑識特捜班・九条礼子2〜骨を知る女〜（テレビ東京・TXN系列局全国ネット 2012年10月3日、水曜ミステリー9）
- ダブルフェイス 潜入捜査編（TBSテレビ・JNN系列局全国ネット 2012年10月15日、月曜ゴールデン ※制作協力名義）
- ダブルフェイス 偽装警察編（WOWOW・衛星放送 2012年10月27日 ※制作協力名義）
- 西村京太郎サスペンス トラベルライター青木亜木子1「湯煙の中の殺意」（テレビ東京・TXN系列局全国ネット 2013年2月20日、水曜ミステリー9）
- 西村京太郎サスペンス 十津川捜査班7「十津川警部の『初恋』」（フジテレビ・FNS系列局全国ネット 2013年6月21日、金曜プレステージ）
- デパート仕掛け人!天王寺珠美の殺人推理6（朝日放送・ANN系列局全国ネット 2013年7月20日、土曜ワイド劇場）
- 山村美紗サスペンス 黒の滑走路3（フジテレビ・FNS系列局全国ネット 2013年8月9日、金曜プレステージ）
- 西村京太郎サスペンス トラベルライター青木亜木子2「日光・鬼怒川 湯煙の殺意」（テレビ東京・TXN系列局全国ネット 2014年1月15日、水曜ミステリー9）
- 西村京太郎サスペンス 十津川捜査班8「十津川警部『家族』」（フジテレビ・FNS系列局全国ネット 2014年1月24日、金曜プレステージ）
- 犯罪心理学教授・兼坂守の捜査ファイル（朝日放送・ANN系列局全国ネット 2014年2月15日、土曜ワイド劇場）
- 鑑識特捜班・九条礼子3〜骨を知る女〜（テレビ東京・TXN系列局全国ネット 2014年4月16日、水曜ミステリー9）
- 山村美紗サスペンス 黒の滑走路4（フジテレビ・FNS系列局全国ネット 2014年5月2日、金曜プレステージ）
- デパート仕掛け人!天王寺珠美の殺人推理7（朝日放送・ANN系列局全国ネット 2014年5月17日、土曜ワイド劇場）
- 財務捜査官 雨宮瑠璃子7（TBSテレビ・JNN系列局全国ネット 2014年7月21日、月曜ゴールデン）
- 西村京太郎サスペンス 十津川捜査班9「十津川警部『故郷』」（フジテレビ・FNS系列局全国ネット 2014年7月25日、金曜プレステージ）
- 松本清張 霧の旗（テレビ朝日・ANN系列局全国ネット 2014年12月7日）
- 検事・霧島三郎（TBSテレビ・JNN系列局全国ネット 2014年12月15日、月曜ゴールデン）
- フラガールと犬のチョコ（テレビ東京・TXN系列局全国ネット 2015年3月11日）
- デパート仕掛け人!天王寺珠美の殺人推理8（朝日放送・ANN系列局全国ネット 2015年3月21日、土曜ワイド劇場）
- 犯罪科学分析室 電子の標的1（テレビ東京・TXN系列局全国ネット 2015年5月13日、水曜エンタ・水曜ミステリー9）
- 犯罪心理学教授・兼坂守の捜査ファイル2（朝日放送・ANN系列局全国ネット 2015年7月11日、土曜ワイド劇場）
- 犯罪科学分析室 電子の標的2（テレビ東京・TXN系列局全国ネット 2016年3月23日、水曜エンタ・水曜ミステリー9）
- マザー・強行犯係の女〜傍聞き〜（テレビ東京・TXN系列局全国ネット 2016年4月20日、水曜エンタ・水曜ミステリー9）
- 西村京太郎サスペンス 十津川捜査班10「十津川警部『悪女』」（フジテレビ・FNS系列局全国ネット 2016年7月29日、金曜プレミアム）
- 湊かなえ×TBS ドラマ特別企画 往復書簡〜十五年後の補習（TBSテレビ・JNN系列局全国ネット 2016年9月30日）
- 特命指揮官 郷間彩香（フジテレビ・FNS系列局全国ネット 2016年10月22日、土曜プレミアム）
- 犯罪科学分析室 電子の標的3（テレビ東京・TXN系列局全国ネット 2017年2月1日、水曜エンタ・水曜ミステリー9）
- パーフェクト弁護士〜南蛇井律子（朝日放送・ANN系列局全国ネット 2017年2月11日、土曜プライム・土曜ワイド劇場）
- 西村京太郎サスペンス　十津川警部の事件簿「終着駅殺人事件（テレビ東京・TXN系列局全国ネット 2023年10月9日、月曜プレミア8）
- 最寄りのユートピア（フジテレビ 2024年9月25日）

### インターネット動画配信

#### 2000年代（配信）
連続ドラマ

#### 2010年代（配信）
連続ドラマ
- ヒミツの関係〜先生は同居人〜（エイベックス通信放送・BeeTV、2010年7月1日 - 9月23日）
- あなたに逢いたい（エイベックス通信放送・BeeTV、2015年3月20日）
- 東京アリス（Amazonプライム・ビデオ、2017年8月-11月）

#### 2020年代（配信）
連続ドラマ
- 噓喰い －鞍馬蘭子篇/梶隆臣篇－（dTV、2022年2月11日）
- 君に届け（Netflix、2023年3月30日）

### 映画

#### 2000年代（映画）
- 恋空（制作:TBSテレビほか、配給:東宝 2007年11月3日）

#### 2010年代（映画）
- もし高校野球の女子マネージャーがドラッカーの『マネジメント』を読んだら（制作:TBSテレビほか、配給:東宝 2011年6月4日）
- 今日、恋をはじめます（小学館創業90周年記念作品 制作:TBSテレビほか、配給:東宝 2012年12月8日）
- クローバー（制作:TBSテレビほか、配給:東宝 2014年11月1日）
- 少女（配給:東映 2016年10月8日）
- ピーチガール（配給:松竹 2017年5月20日）
- 望郷（制作・配給:エイベックス・デジタル 2017年9月16日）
- 不能犯（制作:カンテレほか、配給:ショウゲート 2018年2月1日）
- honey（配給:東映、ショウゲート 2018年3月31日）
- ニセコイ(TBS PICTURES 週刊少年ジャンプ創刊50周年記念作品 2018年12月21日 河合勇人監督)
- おいしい家族（配給：日活 2019年9月20日）
- 超・少年探偵団NEO-Begining-（配給：coyote 配給協力：アーク・フィルムズ 2019年10月25日)

#### 2020年代（映画）
- 仮面病棟（配給：ワーナー・ブラザーズ映画 2020年3月6日）
- 糸（配給：東宝 2020年8月21日）

### ビデオ制作

#### 2000年代（ビデオ）
- 裁判員制度プロモーションビデオドラマ 評議（企画・制作:最高裁判所 2006年）

## 所属スタッフ
- 森川真行（代表者/プロデューサー）
- 清家優輝（プロデューサー）
- 庄島智之（プロデューサー)

### 人物
男性
- 小林稔侍
- 新田真剣佑
- 橋本以蔵（脚本家）
- 石原武龍（脚本家）
- いとう斗士八（脚本家）

女性
- 中村玉緒
- 浅野ゆう子
- 久本雅美
- さとう珠緒
- 雛形あきこ
- 本田翼
- 山本美月
- 朝比奈彩

### 団体
- 株式会社ホリプロ
- 株式会社バスク
- 株式会社フジアール